# Wolfram Fiedler
Wolfram Fiedler (n. 29 septembrie 1951, Ilmenau, Turingia, Germania – d. 11 aprilie 1988, Berlin, RDG) a fost un sănier ce a reprezentat Republica Democrată Germană, medaliat olimpic. A participat la o ediție a Jocurilor Olimpice (1972) în care a câștigat două medalii de bronz.